# ريتشارد شافيز
ريتشارد شافيز (بالإنجليزية: Richard Chaves)‏ مواليد 9 أكتوبر 1951 في جاكسونفيل، هو ممثل أمريكي فاز بجائزة المسرح العالمي.

## الأعمال

### مسلسلات
- دالاس
- ستار تريك: فوياجر
- جوال تكساس ووكر
- أيام حياتنا

## روابط خارجية
- ريتشارد شافيز على موقع IMDb (الإنجليزية)
- ريتشارد شافيز على موقع ألو سيني (الفرنسية)
- ريتشارد شافيز على موقع أول موفي (الإنجليزية)
- ريتشارد شافيز على موقع قاعدة بيانات برودواي على الإنترنت (الإنجليزية)
- ريتشارد شافيز على موقع قاعدة بيانات الأفلام السويدية (السويدية)
- ريتشارد شافيز على موقع قاعدة بيانات الفيلم (الإنجليزية)
- ريتشارد شافيز على موقع كينوبويسك (الروسية)